# لینا عناب
لینا عناب (عربی: لينا مظهر عناب؛ زادهٔ ۲۹ نوامبر ۱۹۶۶) سیاستمدار، و تاجر اهل اردن است. او وزیر پشین گردشگری و آثار باستانی اردن است. او از ۲۶ می ۲۰۱۹ سفیر اردن در ژاپن بوده است.